# Jenny Haniver

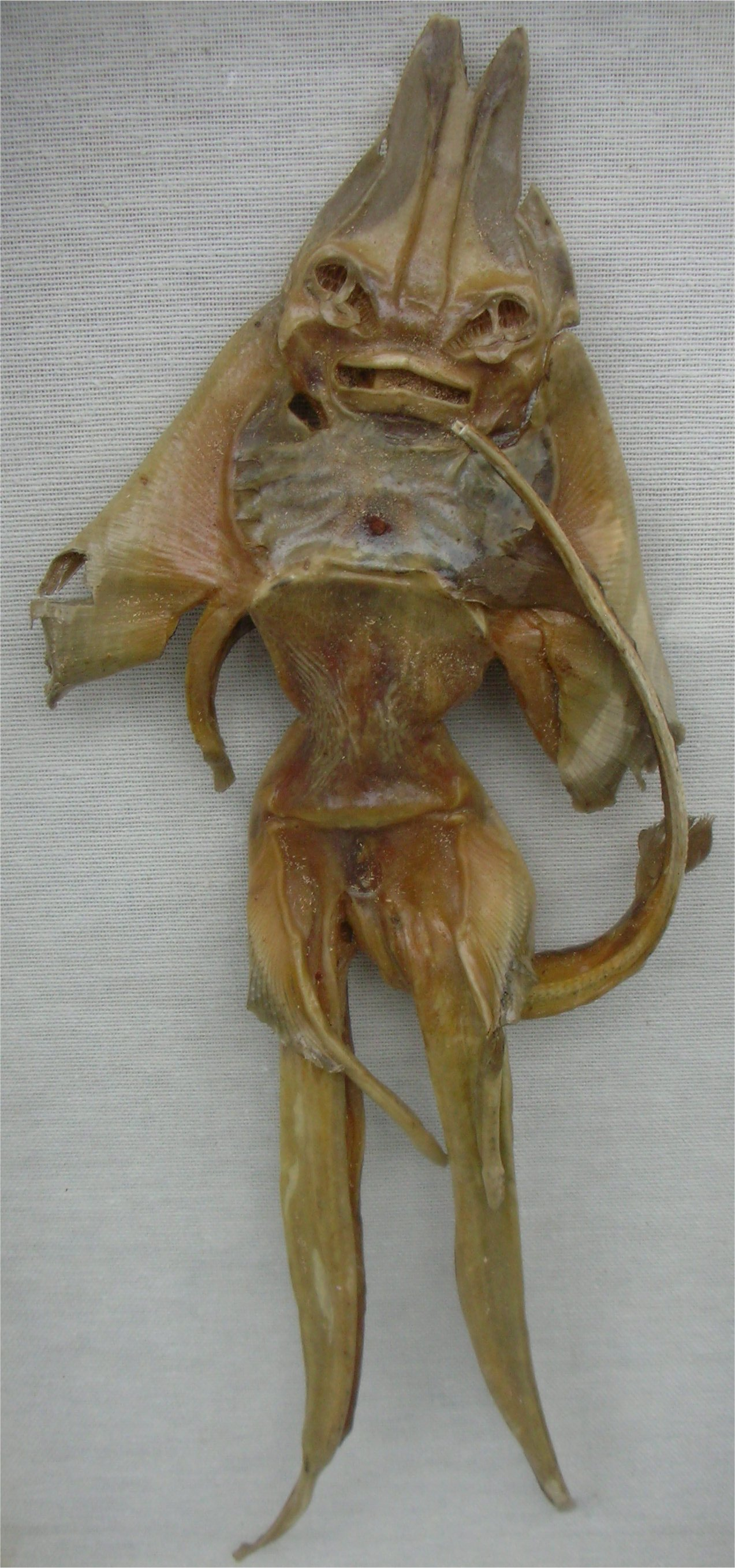
Jenny Haniver - forma d'Androide

Una Jenny Haniver és el cadàver d'una rajada o un raid que ha estat modificat i assecat donant-li una forma grotesca.

## Nom
Un suggeriment per l'origen del terme era la frase francesa jeune d'Anvers ('jove d'Anvers'). Mariners britànics van adaptar el nom a "Jenny Hanvers". Són també conegudes com a "Jenny Haviers".

## Història
Durant segles, els mariners dels molls d'Anvers van tallar aquestes "sirenes" de rajades mortes assecades. Després es conservaven amb una capa de vernís. Es guanyaven la vida venent les seves creacions artístiques als mariners que treballen, així com als turistes que visitaven els molls.
Jenny Hanivers ha estat creat per semblar diables, àngels o dracs. Alguns escriptors han suggerit que el monjo de mar pot haver-hi estat una Jenny Haniver.
La fotografia coneguda més primerenca d'una Jenny Haniver va aparèixer dins Konrad Gesner Historia Animalium vol. IV l'any 1558. Gesner va advertir que aquests eren merament rajades desfigurades i que no havien de ser confoses amb dracs en miniatura o monstres, el qual era un error popular al temps.
L'error més comú era que pensar que les Jenny Hanivers eren Basilics. Com que els  Basilicss era criatures que mataven amb la mirada, ningú podria saber quin aspecte feien. Per aquesta raó era fàcil de pensar que les Jenny Hanivers podrien ser aquestes criatura, com encara àmpliament temut en el segle xvi.
A Veracruz, es considera que les Jenny Hanivers tenen poders màgics i són emprades per guaridors en els seus rituals.

## Galeria

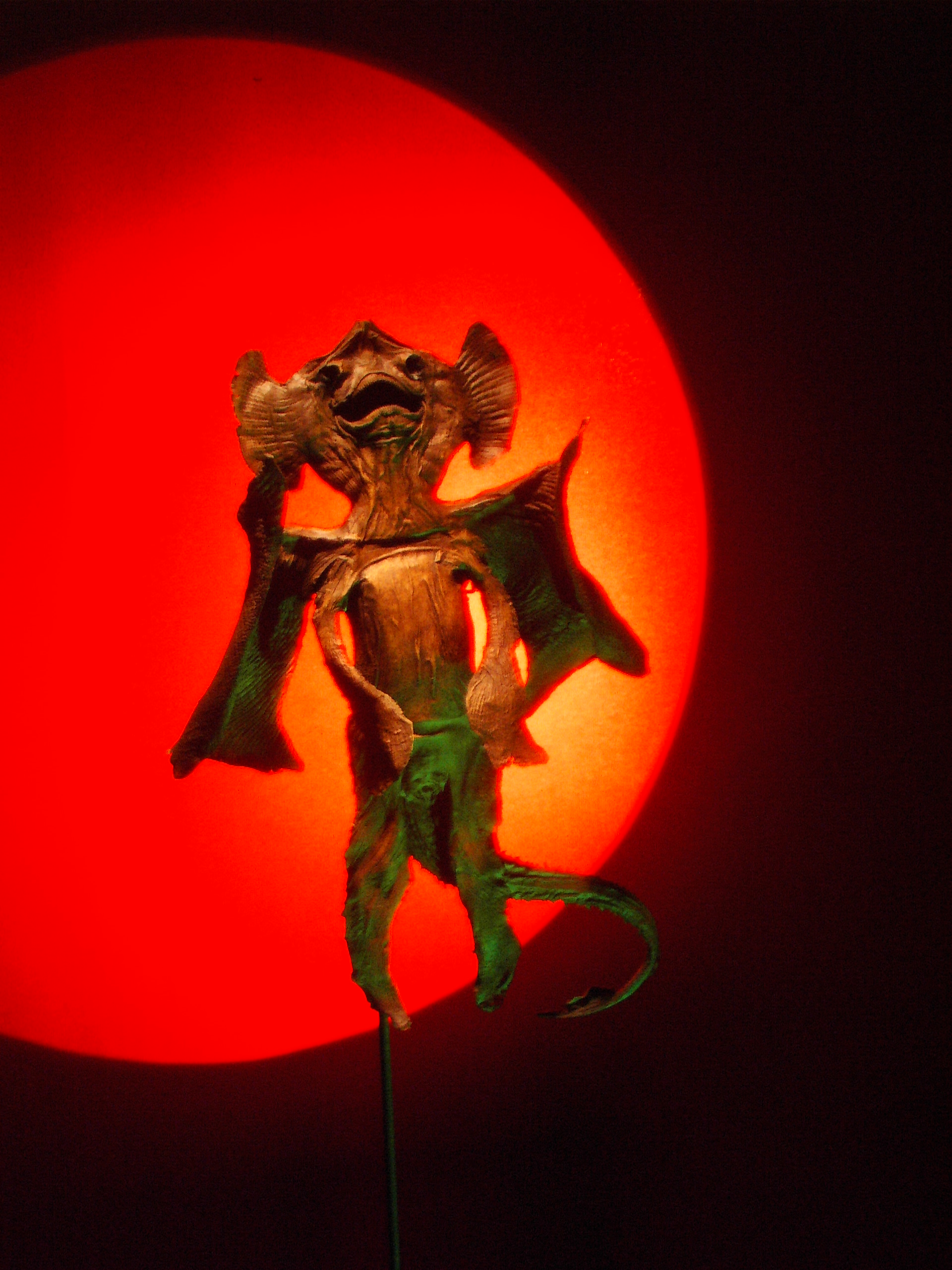
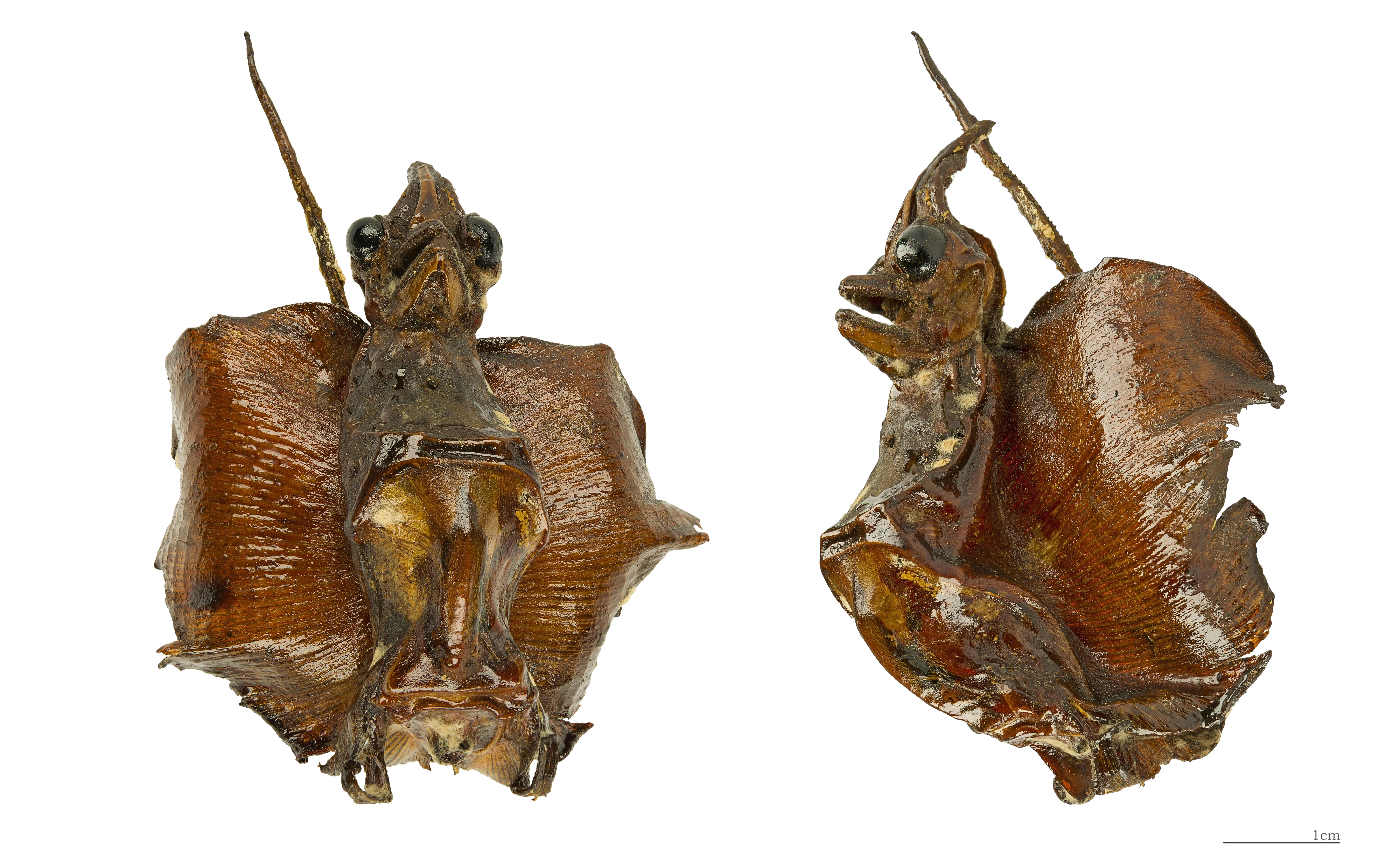
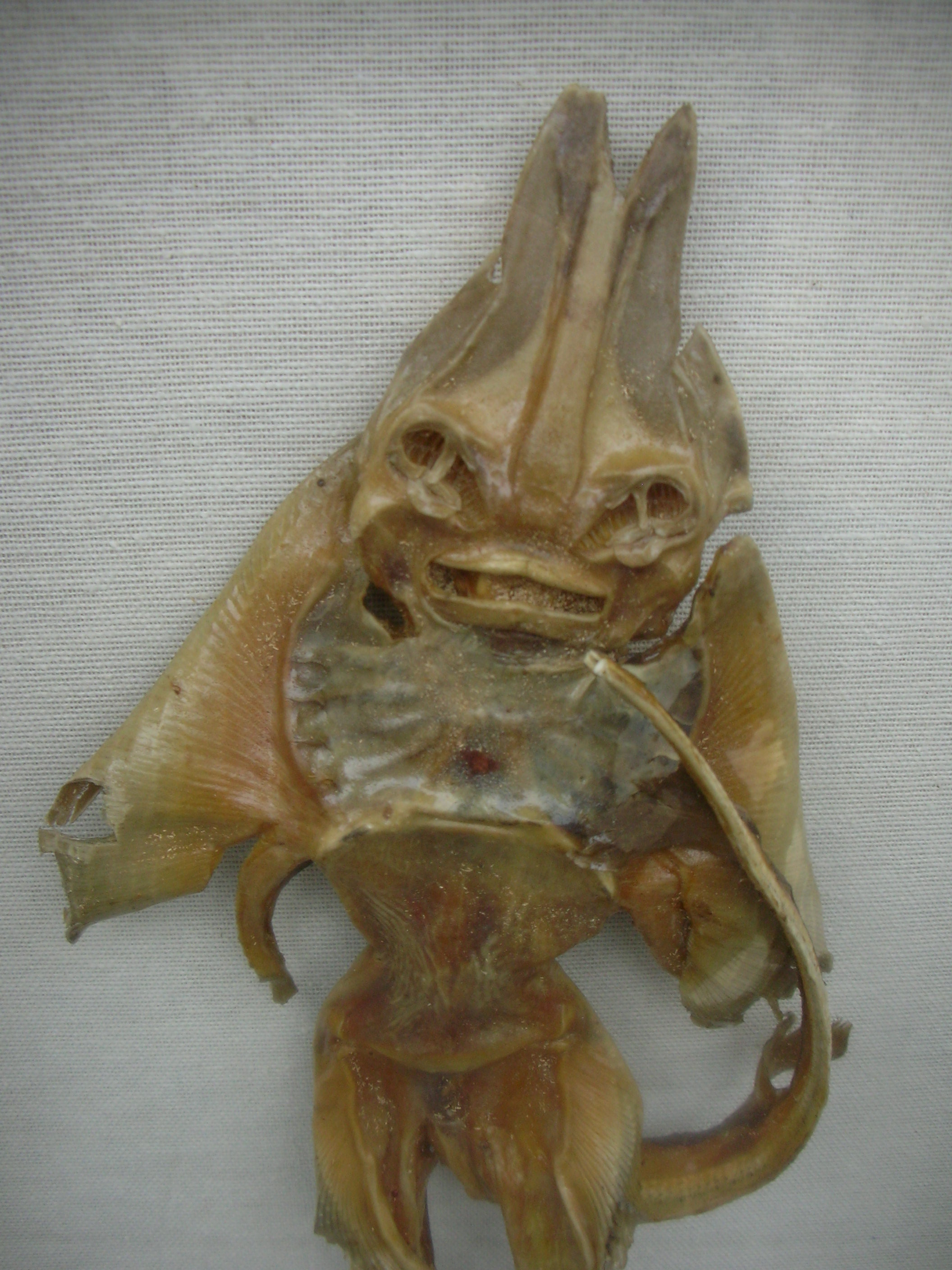
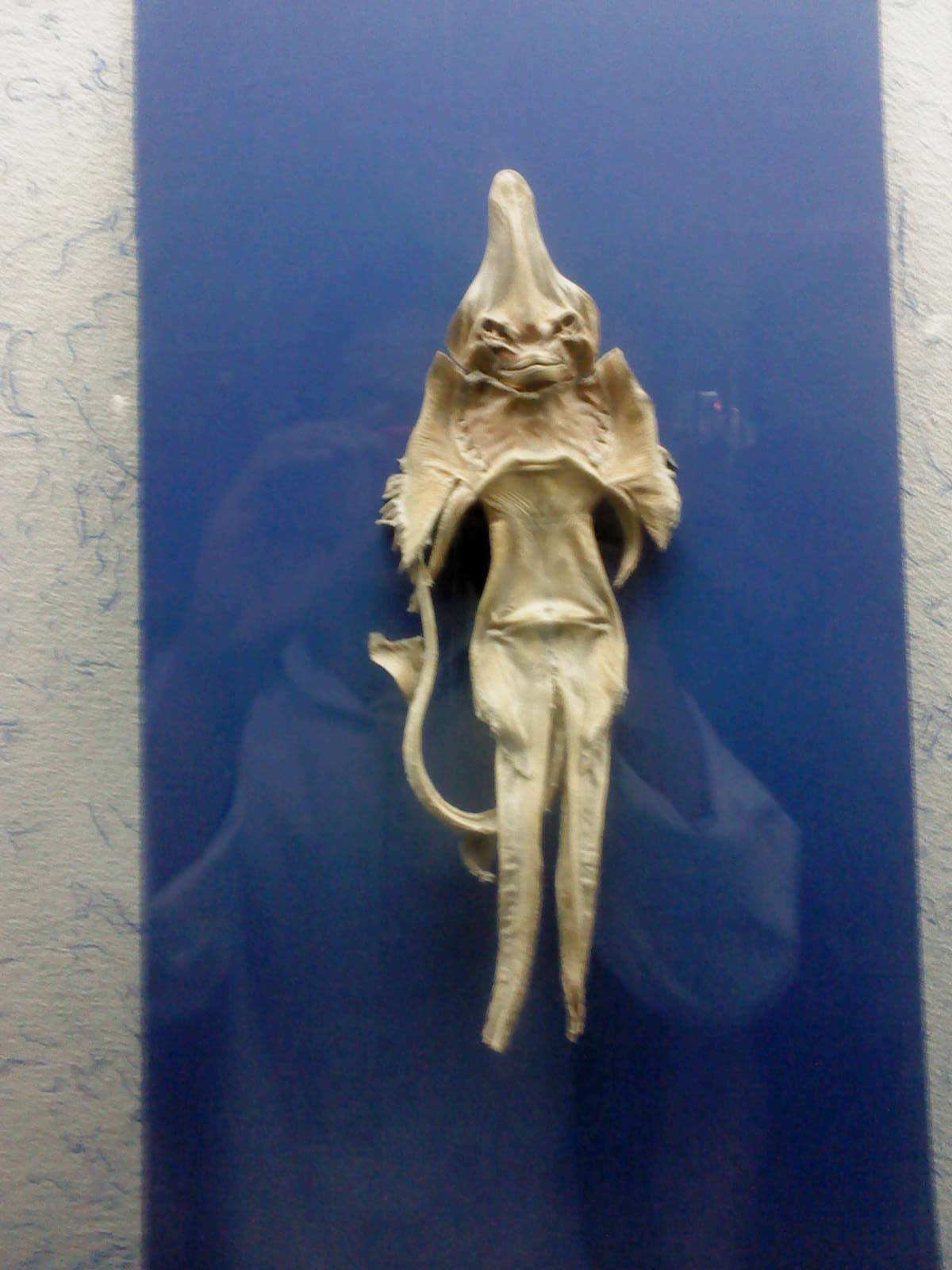